# Planta de energía nuclear Wolf Creek
Wolf Creek Nuclear Generating Station es una planta de energía nuclear estadounidense, situada en Burlington, Kansas, que ocupa 40 km² de un total de 48 km² controlados por su propietario. El lago de Wolf Creek proporciona no únicamente el nombre, sino también el agua para la refrigeración del reactor.
Esta planta tiene un reactor de agua presurizada del Westinghouse Electric Company.
La Wolf Creek Nuclear Operating Corporation gestiona la planta de energía. La propiedad está compartida por Kansas Gas & Electric Co. (47 %), Kansas City Power & Light Co. (47 %), y Kansas Electric Power Cooperative, Inc. (6 %). 